# North Miami Beach
North Miami Beach är en stad (city) i Miami-Dade County, i delstaten Florida, USA. Enligt United States Census Bureau har staden en folkmängd på 42 504 invånare (2011) och en landarea på 12,5 km².